# Ben Shepherd
Pour les articles homonymes, voir Shepherd.
Ben Shepherd (né Hunter Benedict Shepherd, le 20 septembre 1968) est un musicien américain, bassiste de Soundgarden de 1990 jusqu'à la séparation du groupe en 1997. Il réintègre le groupe à la suite de sa reformation en janvier 2010.